# 樊淵
樊渊，元朝建康句容（今江苏省句容市）人。
樊渊幼年丧父，事奉母亲至孝。至元十二年（1275年），奉母至茅山躲避兵祸。元兵到了之后，想要杀害其母。樊渊抱母号哭，以身相代去死，元兵把母子俩都放了。至元三十年（1293年），江东廉访使者征辟为吏。母亲去世，奔丧，一路上哀感悲伤。服丧完毕，事奉母亲神主，起居饮食，十年如在世时。御史交相推荐，樊渊不忍离开坟墓，最终没有当官。朝廷得知他的事迹，赐下褒奖和表彰。